# معماری پارت‌ها
می توان سبک معماری پارتی و ویژگی‌های آن را اینگونه بیان نمود:
الف) حداکثر استفاده از مصالح بوم آورد
ب) استفاده بسیار خوب از تکنیک پیشرفته طاق و گنبد
ج) پرهیز نکردن از شکوه و ارتفاع زیاد
د) تنوع فوق‌العاده در طرح‌ها
ه) استفاده از ملات ساروج که به کمک آن می‌توانستند فضاهای معماری وسیع را ایجاد نمایند.
پارت‌ها نقشه شهرهایی را بنیاد گذاشتند که دایره شکل بود، مثل مرو، تیسفون، الحضر. چون از فضای دایره‌وار آسان‌تر از فضای چهارگوش می‌توان دفاع کرد و نیز بارو کشیدن آن هم آسان‌تر است. این شیوه شهرسازی تا زمان ساسانی و اسلام ادامه داشت.